# Ада Лавлейс
́А́да Лавле́йс (Авгу́ста Ада Кінг, графи́ня Лавлейс (англ. Augusta Ada King, Countess of Lovelace; у дівочості Авгу́ста А́да Байрон, англ. Augusta Ada Byron); 10 грудня 1815 — 27 листопада 1852) — британська науковиця, математик, яка зробила опис ранньої версії аналітичної машини Чарлза Беббіджа і склала для цієї машини першу в світі програму. Ввела у вжиток терміни «цикл» і «робоча комірка». Вважається одним з перших, а, цілком ймовірно, першим програмістом в історії.

## Біографія

### Дитинство

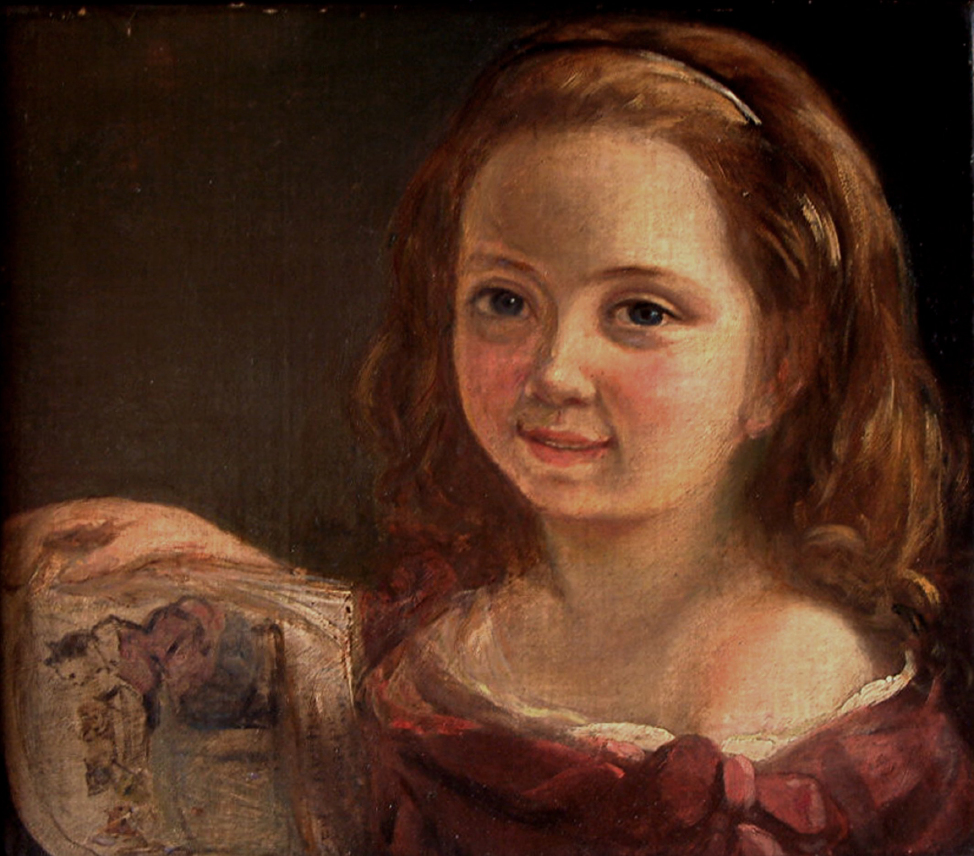
Портрет Ади у 7-річному віці роботи Альфреда Д'Орсе

Народилася 10 грудня 1815 року в Міддлсексі (нині — частина Лондону) в родині 27-річного Джорджа Гордона Байрона, всесвітньо відомого поета, зокрема  через поему «Паломництво Чайльд-Гарольда» (1812), та 23-річної Анни Ізабелли Мілбенк. У найкращі дні сімейного життя за своє захоплення математикою вона отримала від чоловіка прізвисько «Королева паралелограмів».
Ім'я Ада запропонував батько як «коротке, старовинне і співуче». Перше ім'я Августа вона отримала на честь зведеної сестри батька, який мав з нею, за чутками, роман. Після розлучення мати та батьки матері ніколи не називали її цим ім'ям, а називали Адою. Із сімейної бібліотеки були вилучені всі книжки її батька.
Хоча пара одружилася незадовго до народження Ади, вже 21 квітня 1816 року батьки Ади офіційно розлучилися, батько назавжди покинув Велику Британію. Ада більше ніколи не зустрічалася з ним, хоча він тримав її портрет на робочому столі й згадував доньку у своїх віршах. Коли Аді було 8 років, батько загинув.
Дитинство Ада провела у сільській місцевості, у маєтку матері. Матір вона бачила рідко, оскільки та багато часу проводила в оздоровчих поїздках, залишивши Аду під опікою бабусі. Проте мати створила для Ади широку систему освіти і виховання, якій Ада присвячувала більшість свого вільного часу: вивчала мови, літературу, географію, історію, хімію, музику, шиття, і математику.
Хоча є популярною думка, що мати заохочувала Аду займатися наукою, щоб відвернути її від поезії (яка пов'язувалася з її батьком), вона не має достатніх підтверджень.
У 11 років Ада поїхала з мамою у круїз Європою. Після повернення захопилася винайденою нею наукою «флаєлогією» — вона хотіла побудувати літаючу парову модель птаха. У 12 років Ада почала писати у співавторстві зі своїм другом книгу з такою назвою.
Невдовзі після цього Ада захворіла на кір (і, можливо, коровий енцефаліт) і через ускладнення три роки була прикута до ліжка.
Після одужання Ада продовжила навчання, сфокусувавшись на математиці. Одним з її вчителів був видатний математик того часу Аугустус де Морган. Також Ада підтримувала тісні контакти з популяризаторкою науки Мері Сомервілль і фізіологом Вільямом Кінгом, які, хоч і не займалися її навчанням безпосередньо, мали на неї значний вплив (їх нерідко вважають менторами Ади). Мері Сомервілль переклала свого часу з французької «Трактат про небесну механіку» П'єра-Симона Лапласа. Вона стала взірцем для наслідування для своєї вихованки.
Ада продовжувала навчання (хоч і з перервами, пов'язаними з народженням дітей) принаймні до початку 1840-х років.

### Наукові інтереси

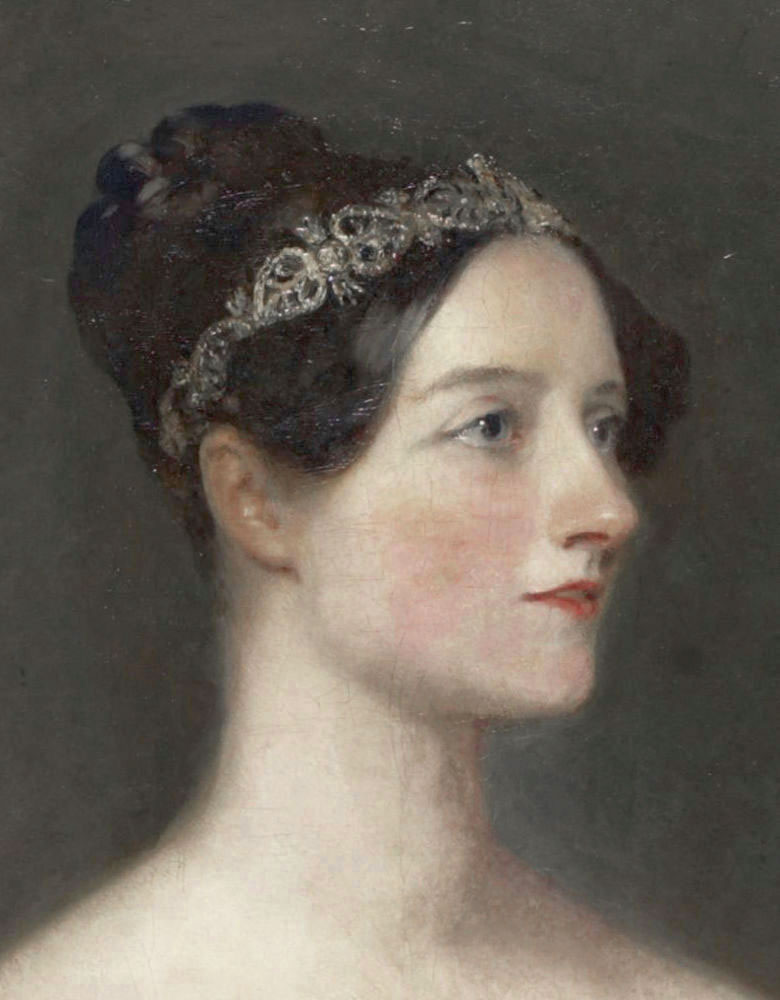
Ада Лавлейс у 21 рік, портрет кисті

Після одужання, у 17 років Ада почала виїжджати у Лондон і була представлена королю Вільгельму (а пізніше королеві Вікторії після її сходження на трон). 5 червня 1833 року вона зустрілася з 41-річним Чарлзом Беббіджем — їх познайомила спільна подруга Мері Сомервілль. Вони одразу здружилися, і Чарлз запросив Аду і її матір для демонстрації «Різницевої машини», над якою він працював вже 10 років. Зустріч із Беббіджем сильно вплинула на подальше життя Ади.
Пізніше Ада познайомилася і з іншими видатними особистостями тієї епохи: Майклом Фарадеєм, Девідом Брюстером, Чарльзом Вітстоном, Чарльзом Дікенсом та іншими. Збереглося її листування з багатьма з них.
Беббідж невдовзі після знайомства з Адою захопився ідеєю створення більш універсального пристрою, який він називав «Аналітична машина», проте для її створення йому не вистачало фінансування, а англійський уряд відмовлявся його надавати. Ада, в свою чергу, теж дуже захоплювалася роботою Беббіджа, оскільки бачила дуже широкі можливості її використання.
У 1840 році Беббіджа запросили у Турин, де він прочитав кілька лекцій про свій, ще не створений, апарат. На базі цих лекцій, Луїджі Менабреа, математик, і майбутній прем'єр-міністр Італії, у 1842 році випустив книгу французькою мовою, у якій він зробив докладний огляд машини (сам Беббідж до того часу не публікував такої роботи). На прохання Беббіджа, Ада зробила переклад книги Манабреа, доповнивши її своїми записами, через що її об'єм збільшився у кілька разів. Ці нотатки і являють собою головні наукові досягнення Лавлейс.
Окрім аналітичної машини, Лавлейс цікавилася різноманітними сучасними їй науковими теоріями й інженерними проблемами: залізницями, телеграфом, магнетизмом, інтелектом тварин, фотографією і теорією ймовірностей.

### Особисте життя

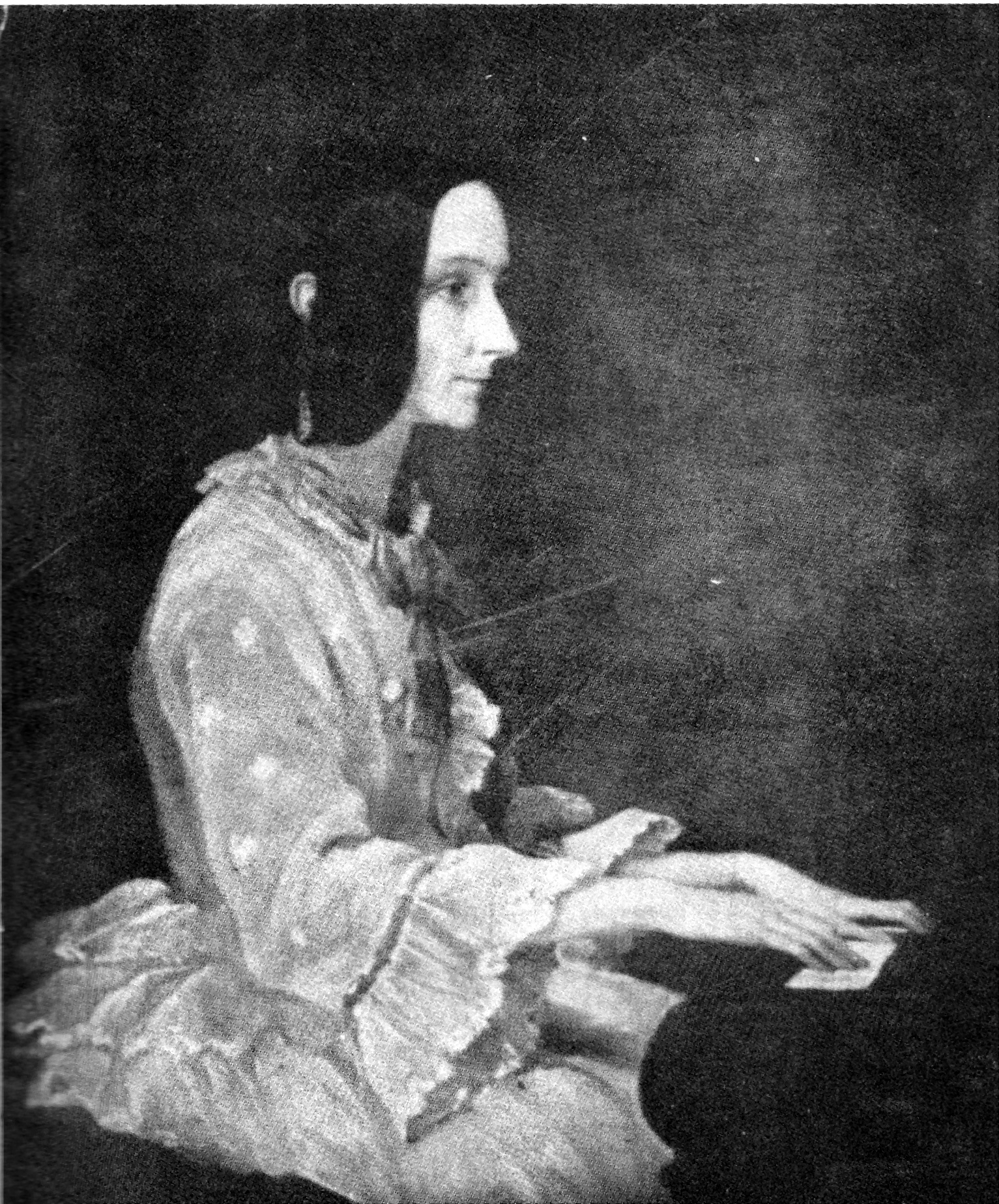
Ада Лавлейс у 1852 році, портрет роботи Генрі Філіпса

8 липня 1835 року Ада одружилася з Вільямом Кінгом, і стала баронесою Кінг. У них було троє дітей: син Байрон народився 12 травня 1836 року, донька Енн Ізабелла, яку називали Аннабелла, народилася 22 вересня 1837 року (вона пізніше стала відомою кінною заводницею, мандрівницею і письменницею), син Ральф — 2 липня 1839 року. У 1837 році Ада і Вільям переїхали до Вестмінстеру, де прожили до 1846 року. У 1838 році чоловік Ади отримав титул ерла Лавлейса, і її до кінця життя величали графинею Лавлейс.
Ада вважала себе не дуже хорошою матір'ю, і в листуванні писала, що «чим менше часу вони проводять разом, тим краще і для них і для неї». Втім, як і її власна мати, вона шукала для них хороших вчителів і дбала про них. Народження дітей змусило Аду зробити паузу в заняттях наукою, до яких вона повернулася лише у 1840-х роках.
Чоловік підтримував захоплення Ади математикою і фінансував її навчання і роботу. Також, він знайомив Аду з багатьма видатними науковцями того часу.
Існує легенда, що Ада Лавлейс програла десятки тисяч фунтів на іподромі, проте цьому немає підтверджень. Втім, графиня дійсно деякий час захоплювалася кінними перегонами, і дійсно програла деяку суму грошей на них.

### Смерть
Ада мала слабке здоров'я і часто хворіла. Через це у 1841 році вона, ймовірно, почала систематично вживати опіати. Померла 27 листопада 1852 року в 36-річному віці (у тому ж, що і її батько, лорд Байрон) від раку матки. Кровопускання, до якого вдавалися її лікарі, тільки погіршили її стан і прискорили смерть.
Похорон Ади Лавлейс був скромним. На ньому не були присутні ані її мати, ані Беббідж. Вона була похована у сімейному склепі поруч із батьком. Її мати встановила на її честь пам'ятник, на якому був вибитий сонет «Райдуга», написаний самою Адою.

## Публікація

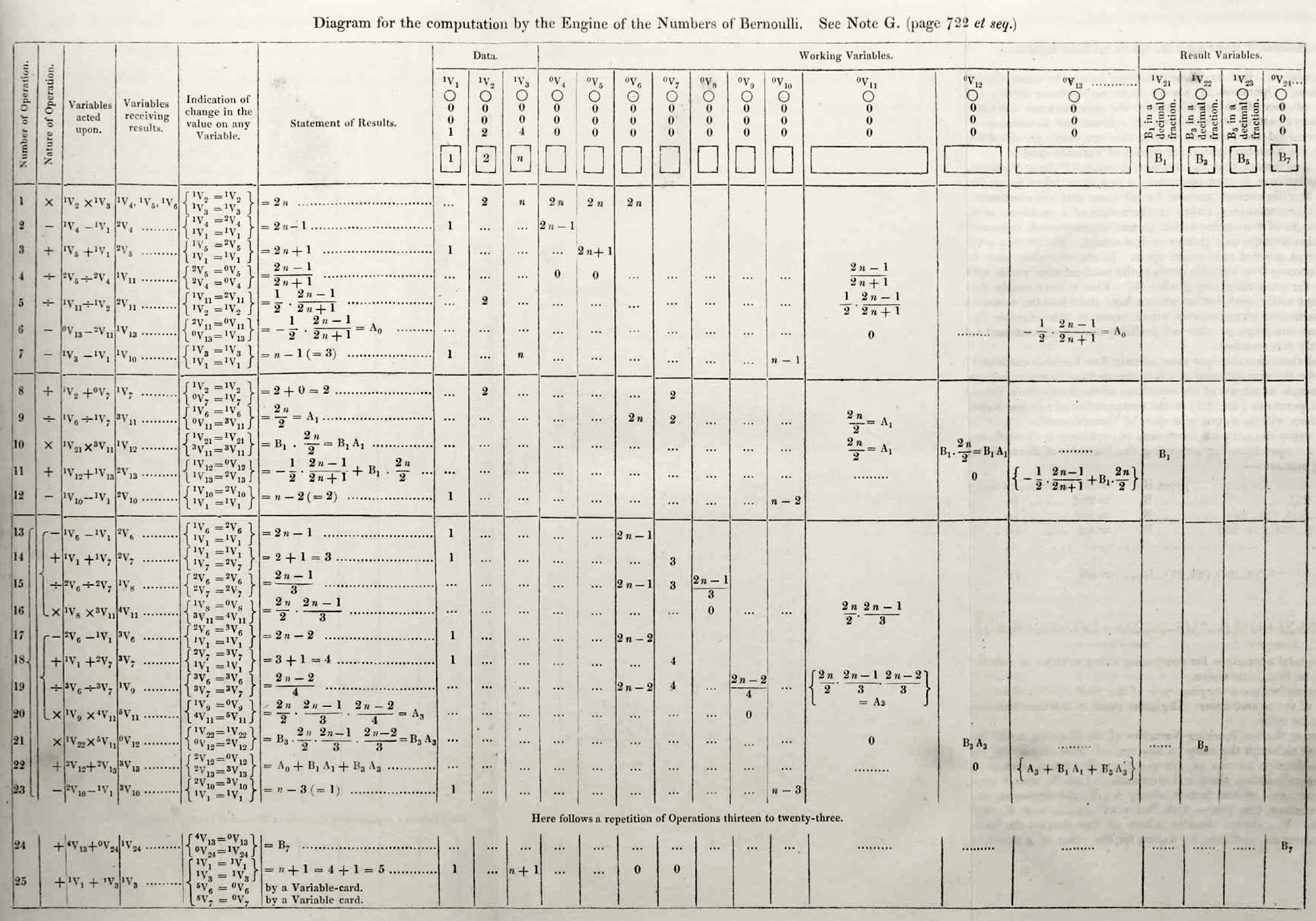
Діаграма станів машини при виконання програми Лавлейс

Сучасна слава Ади Лавлейс пов'язана з однією роботою, «Опис Аналітичної машини, винайденої Чарльзом Беббіджем [зроблений] Луїджі Ф. Менабреа туринським військовим інженером. З примітками заснованими на спогадах перекладача Ади Августи, графині Лавлейс». У цій роботі вона зробила переклад опису (ще не створеної) аналітичної машини Беббіджа, але крім того додала кілька важливих власних доповнень:
- По-перше, вона написала програму для обрахунку чисел Бернуллі. У роботі Менабреа теж був приклад програми для аналітичної машини, проте значно більш простої. У своєму тексті вона сформулювала ідею циклів — і одразу використала їх у самій програмі. Наявність також передбачала існування умовних переходів, які теж були відсутні у Манабреа. Оскільки Лавлейс не могла запустити програму, у ній присутня помилка — в 4 рядку замість V4/V5 написано V5/V4. Ймовірно, це перший баг у комп'ютерній програмі[12].
- По-друге, вона краще ніж Менабреа і, можливо, сам Беббідж усвідомлювала перспективи Аналітичної машини — вона писала, що будь-які концепції, які можна перевести на мову математики, можна буде обраховувати на цій машині. Така далекоглядність була неймовірною для XIX століття, оскільки, сам Беббідж уявляв використання машини лише для спрощення рутинних обчислень[24]. Наприклад, вона припускала можливість написання музики комп'ютером, або ж створення моделей-симуляцій, для розв'язання математичних проблем, що не мають аналітичного рішення, таких як задача трьох тіл[12].

## Вплив на науку
На жаль, через ранню смерть, внесок Ади Лавлейс у науку лишився невеликим. Беббідж до самої своєї смерті у 1871 році намагався створити аналітичну машину, і завжди надзвичайно високо оцінював роботу Ади, проте так і не зміг довести цю роботу до кінця, тому праця Лавлейс над кодом для неї лишилася суто теоретичною конструкцією, і через деякий час була забута. Піонери обчислювальної техніки ХХ століття практично не знали ні про Беббіджа, ні про Лавлейс. Втім, Алан Тюрінг, вочевидь, був з ними знайомий. У своїй роботі «Обчислювальні машини і розум» він сперечається з тезою, яку він назвав «Заперечення Ади Лавлейс» про те, що машини не можуть створити нічого нового, а лише те, що у них заклала людина.
«Повторне відкриття» Ади Лавлейс відбулося лише у 1980-х роках. У 2009 році було започатковано святкування дня Ади Лавлейс. Він присвячений заслугам жінок у STEM, і святкується у другий вівторок жовтня.

## Вплив на культуру
- Ada — мова програмування, названа на її честь.
- Вона є другорядною героїнею роману «Машина різниць» Вільяма Гібсона і Брюса Стерлінга, написаному у жанрі стимпанк.
- Комікс «Неймовірні пригоди Лавлейс і Беббіджа. (Майже) правдива історія першого комп'ютера» за авторством Сідні Падуа[27].
- Ада Лавлейс з'являється у другому епізоді 12 сезону британського фантастичного серіалу «Доктор Хто».

## У криптовалютній системі
- Криптовалютна платформа Cardano, яка була запущена в 2017 році, використовує Ada як назву своєї криптовалюти, а Lovelace — як найменшу одиницю Ada.

## Контраверсійність образу
Ада Лавлейс стала одним із символів жінок у науці. Втім, деякі дослідники вважають, що її роль сильно переоцінюється. Так, Дороті Стейн стверджує, що математичні здібності Ади Лавлейс не були настільки високими, щоб вона могла самостійно розібратися у Аналітичній машині Беббіджа і зробити якийсь значний вклад у її розробку. Існує гіпотеза, що Беббідж спеціально використовував Аду (яка, з одного боку, дійсно цікавилася наукою, а з іншого, мала харизму і була єдиною донькою Байрона, через що до неї завжди була прикута суспільна увага) щоб розрекламувати свій проєкт Аналітичної машини, і переконати парламент виділити гроші на її створення. На думку цих авторів, негативними наслідками цього возвеличення є, по-перше, недостатня увага до реальних жінок того часу, чия роль у науці була значно вищою (наприклад, Мері Сомервілль, наставниці Лавлейс), а по-друге — використання Ади Лавлейс представниками індустрії програмування як своєрідного маскоту, яким можна приховувати реальні проблеми з недостатньою представленістю у ній жінок.